# Megalestes omeiensis
Megalestes omeiensis är en trollsländeart som beskrevs av Chao 1965. Megalestes omeiensis ingår i släktet Megalestes och familjen Synlestidae. Inga underarter finns listade i Catalogue of Life.